# Presqu'île de Keroman
La presqu'île de Keroman est située en France, dans le département du Morbihan de la région Bretagne, au sein de la ville de Lorient dont elle constitue une partie de l'ancien port militaire.

## Géographie
Rattachée au continent au nord, la presqu'île de Keroman est délimitée à l'est par le bassin long qui mène au slipway et à l'ouest par l'embouchure du Ter dans la rade de Port-Louis. Son extrémité sud constitue la pointe de Keroman.

## Histoire
Au début du XXe siècle, il est décidé d'y construire un port de pêche. Celui-ci est inauguré le 17 juillet 1927 et devient le second port de pêche de France après celui de Boulogne-sur-Mer en termes de tonnage (premier de France en termes de valeur et en tant que port langoustinier - année 2011).
C'est sur cette presqu'île que se trouve la base sous-marine de Lorient (BSM) construite sur 20 ha durant la Seconde Guerre mondiale par les Allemands et destinée à abriter les 2e et 10e flottilles de U-boote de la Kriegsmarine. Occupée par la Marine nationale jusque dans les années 1995, la presqu'île qui s'inscrit dans l'agglomération lorientaise se voit installer un pôle de course au large ainsi qu'un port d'attache et l'implantation d'entreprises du nautisme. Elle abrite également la Cité de la voile Éric Tabarly.